# Grjasew-Schipunow GSch-6-23

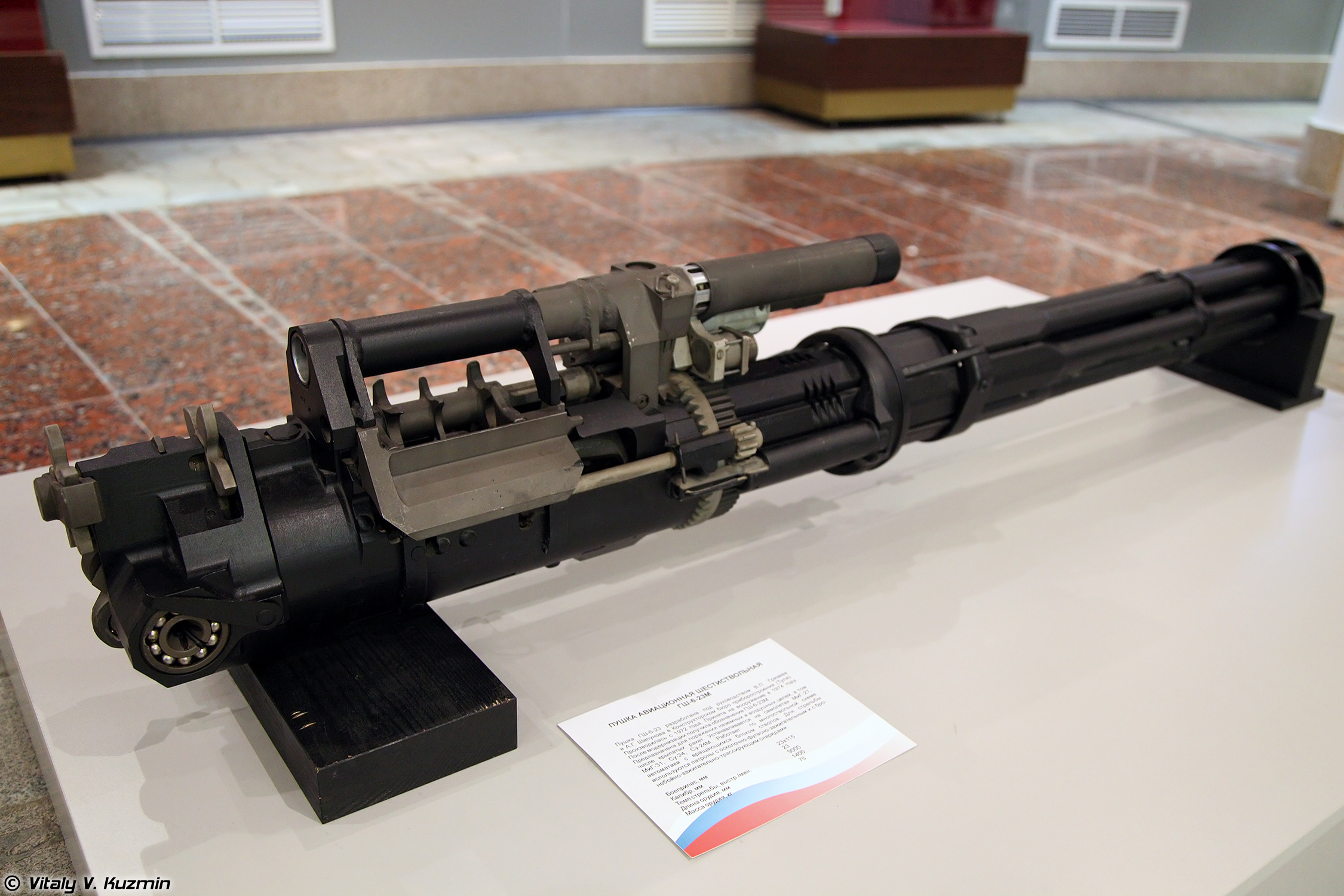
GSch-6-23M-Gatling-Kanone

Die Grjasew-Schipunow GSch-6-23 (GRAU-Index 9A768) ist eine sechsläufige Gatling-Kanone im Kaliber 23 mm, die zur Zeit des Kalten Krieges in der Sowjetunion entwickelt wurde. Bis heute findet die durchschlagsstarke Waffe in einigen russischen Kampfflugzeugen Verwendung, meist als modernisierte Variante GSch-6-23M.
Die GSch-6-23 unterscheidet sich von den meisten US-amerikanischen mehrläufigen Kanonen hauptsächlich dadurch, dass sie keinen Fremdantrieb hat, sondern ein Gasdrucklader ist. Dadurch entzieht sie den Bordsystemen keine Energie. Die Anlaufzeit der Rohrrotation bis zur maximalen Feuerrate ist kürzer als bei Fremdantrieb – dies stellt einen deutlichen Vorteil im Luftkampf dar, bei dem in kurzer Zeit möglichst viele Geschosse ins Ziel gebracht werden sollen.
Als Patronen werden 23 × 115 mm AM 23 verwendet, die mit oder ohne Gurt zugeführt werden. Die elektrische Zündung der Waffe arbeitet mit einem 27-V-Gleichstrom-System. Die Kanone hat zehn pyrotechnische Kartuschen, um bei Versagen die Waffe durchladen und die ungezündete Patrone auswerfen zu können.
Die maximale theoretische Kadenz der GSch-6-23 ist mit 9.000 und 10.000 Schuss pro Minute eine der höchsten weltweit. Die Feuerrate wird aus taktischen Gründen begrenzt, da die kumulierte Länge der Feuerstöße mit dem mitgeführten Munitionsvorrat sehr kurz wäre. Die nicht für den Kurvenkampf ausgelegte MiG-31 führt beispielsweise nur 260 Schuss mit, die in weniger als zwei Sekunden verbraucht wären.
Verwendung fand die GSch-6-23 beispielsweise in der Su-24 (NATO-Codename Fencer) und in der MiG-31 (Foxhound). Teils wird die Waffe auch in den Waffenbehälter SPPU-6 eingebaut, in dem die Rohre um 45° nach unten, rechts und links bewegt werden können.

## Technische Daten
| Kenngröße               | Daten                                                     |
| ----------------------- | --------------------------------------------------------- |
| Typ                     | sechsläufige Gatling-Kanone                               |
| Kaliber                 | 23 × 115 mm                                               |
| Funktion                | Gasdrucklader, elektrische Zündung                        |
| Länge                   | 1,4 m                                                     |
| Gewicht (komplett)      | 73–76 kg                                                  |
| Kadenz                  | 9.000–10.000 Schuss pro Minute (≈ 167 Schuss pro Sekunde) |
| Mündungsgeschwindigkeit | 715 m/s                                                   |
| Geschossgewicht         | Panzerbrand: 176 g; Spreng: 184 g                         |